# Vít Micka
Vít Micka (1. prosince 1935 – 29. července 2025 Praha) byl český dirigent, skladatel, klavírista, korepetitor a pedagog.

## Život
Narodil se jako syn houslisty a pedagoga Pražské konzervatoře Josefa Micky. Základy hudebního vzdělání získal u svého bratrance Ilji Hurníka. Dirigování posléze studoval u Václava Smetáčka a Aloise Klímy a skladbu u Václava Dobiáše na Akademii múzických umění v Praze. Následně v letech 1961–1968 působil jako korepetitor v Národním divadle, zde často doprovázel i žáky svého otce.
V letech 1968–1981 působil jako dirigent Moravské filharmonie, krátce působil také v Karlsruhe (1968–69). Poté působil jako šéfdirigent Plzeňského rozhlasového orchestru (1981–1989). Micka v roce 1976 dirigoval také Českou filharmonii; s Moravskou filharmonií podnikl v letech 1984–89 několik zahraničních zájezdů (Španělsko, SRN, Francie). Profesně po roce 1989 působil také v USA a v Kanadě. Od roku 1991 působil jako pedagog Hudební a taneční fakulty AMU v Praze; docentem se stal roku 1995.
Jeho manželkou byla klavíristka Jindra Kramperová.

## Ocenění
Concertino pro housle a klavír – 1. cena vydavatelství Panton (1971)
Pozdrav Nové Anglii pro sólový klavír a orchestr – 1998 Symfonický orchestr Českého rozhlasu ve světové premiéře na svém zájezdu do USA v Bostonu

## Dílo
- Knížka o dirigování, 2013[4]